# Antonie Telembici
Antonie Telembici (n. 29 mai 1963, Hîrbovăț, raionul Anenii Noi, RSS Moldovenească) este un episcop român, membru al Sfântului Sinod al Bisericii Ortodoxe Române. 
De profesie medic, el a absolvit Facultatea de Igienă și Epidemiologie din cadrul Universității de Stat de Medicină și Farmacie „Nicolae Testemițanu” din Chișinău (1987) și Facultatea de Teologie Ortodoxă "Dumitru Stăniloae" din cadrul Universității "Al. I. Cuza" din Iași (1994).
Între 1987-1990 a lucrat la stația sanitaro-epidemiologică din Anenii Noi. El a mărturisit ulterior că a învățat 6 ani la facultate despre corpul uman, după care și-a dat seama că trebuie să știe și despre sufletul uman, motiv pentru care a ales ulterior să studieze și teologia.
Începând din anul 1995 a îndeplinit responsabilități administrative, misionare, culturale și mediatice în Mitropolia Basarabiei.
La 22 mai 2014, la propunerea mitropolitului Petru Păduraru (arhiepiscop al Chișinăului, mitropolit al Basarabiei și exarh al Plaiurilor), Sfântul Sinod al Bisericii Ortodoxe Române l-a ales pe arhimandritul Antonie Telembici în postul vacant de episcop vicar al Arhiepiscopiei Chișinăului cu titulatura Antonie de Orhei. A fost hirotonit ca episcop la 24 mai 2014 în cadrul Sfintei Liturghii oficiată în Catedrala Patriarhală din București de patriarhul Daniel Ciobotea, împreună cu următorii membri ai Sfântului Sinod al Bisericii Ortodoxe Române: Petru Păduraru, arhiepiscopul Chișinăului, mitropolitul Basarabiei și exarh al Plaiurilor, Daniil Stoenescu, episcop administrator al Episcopiei Daciei Felix, Siluan Mănuilă, episcopul ortodox român al Ungariei, Mihail Filimon, episcopul ortodox român al Australiei și Noii Zeelande, Varlaam Ploieșteanul, episcop-vicar patriarhal și Varsanufie Prahoveanul, arhiepiscop ales al Râmnicului, înconjurați de un sobor de preoți și diaconi. În cuvântul său, patriarhul Daniel a justificat alegerea unui episcop-vicar al Arhiepiscopiei Chișinăului prin "nevoia pastorală de a intensifica activitatea pastoral-misionară în Mitropolia Basarabiei".
La data de 24 mai 2018, a fost ales de către Sfântul Sinod al Bisericii Ortodoxe Române în demnitatea de Episcop de Bălți. A nu se confunda cu Episcopia de Bălți și Fălești (Patriarhia Moscovei).